# Xã Ovid, Quận Branch, Michigan
Xã Ovid (tiếng Anh: Ovid Township) là một xã thuộc quận Branch, tiểu bang Michigan, Hoa Kỳ. Năm 2010, dân số của xã này là 2.326 người.